# (3620) Platonov
(3620) Platonov (1981 RU2) – planetoida z pasa głównego asteroid okrążająca Słońce w ciągu 5,18 lat w średniej odległości 2,99 au Odkryła ją Ludmiła Karaczkina 7 września 1981 roku.